# DeFaKa

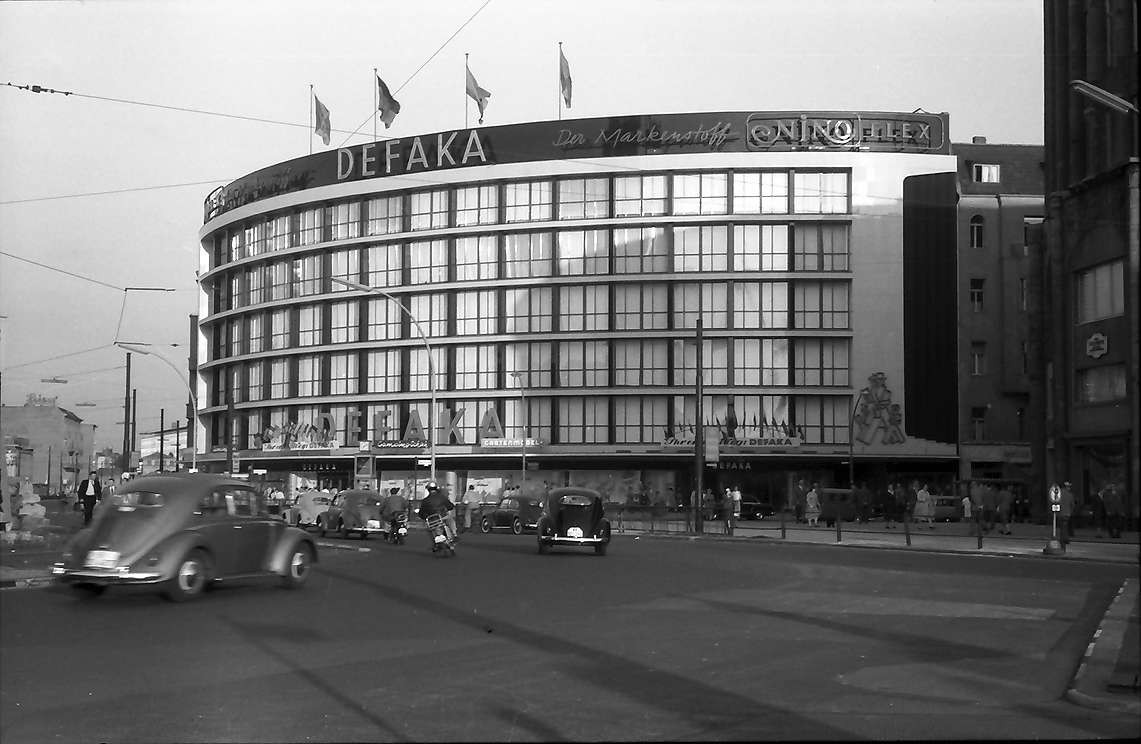
DeFaKa-Haus an der Tauentzienstraße in Berlin-Charlottenburg, 1957

DeFaKa (Deutsches Familien-Kaufhaus GmbH) war eine deutsche Warenhauskette. Sie bestand seit den 1920er Jahren und wurde zuletzt als auslaufende Kaufhaus-Sparte ohne Vollsortiment mit Schwerpunkt auf Textilien von der Helmut Horten GmbH betrieben. Die DeFaKa Kaufhäuser hatten sich besonders als Pioniere eines eigenen Kundenkredit-Systems einen Namen gemacht, das vor allem in der Nachkriegszeit bei der deutschen Bevölkerung große Popularität genoss.

## Geschichte

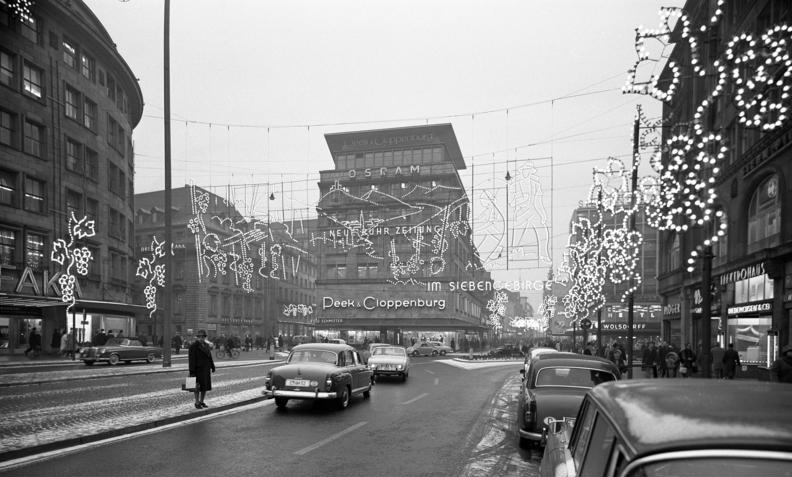
Das DeFaKa-Haus in Essen (links), 1961

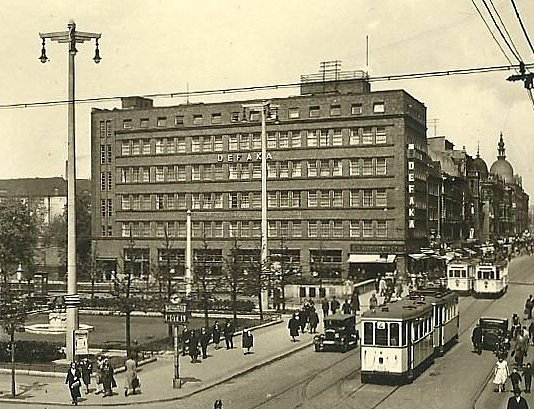
DeFaKa-Haus an der Wilhelmstraße in Gleiwitz, ca. 1940

Der Hamburger Kaufmann Emil Köster gründete 1924 die „Emil Köster Textil AG“ und übernahm danach die „Gemeinnützige Beamtenversorgungs-GmbH“. Letztere ermöglichte, wie die Köster AG, Beamten den Kauf von Waren auf Ratenbasis. Beide Firmen wurden unter E. Köster zum „Deutschen Familienkaufhaus“ (DeFaKa) verschmolzen. Nach Beendigung der Inflation in Deutschland kaufte Jakob Michael, dem unter anderem die Berliner „Industrie- und Privatbank“ gehörte, die Aktienmehrheit von dieser Kaufhauskette. Um als Jude späteren Schikanen zu entgehen, war er 1932 in die USA emigriert und hatte als Eigentümer seiner Kette die von ihm selbst gegründete Firma New Jersey Industries Co. Inc. registrieren lassen. 1939 betrieb die DeFaKa 21 Filialen in Deutschland. Als US-Firma konnte die DeFaKa eine „Arisierung“ vermeiden. Nach Kriegsende verkaufte J. Michael 1954 die in der Bundesrepublik noch bestehenden DeFaKa-Kaufhäuser für 60 Millionen DM an die Helmut Horten GmbH. Durch diesen Zukauf wuchs die Anzahl der Horten-Niederlassungen um 19 Häuser an. DeFaKa wurde als Zweitmarke mit der Marke Köster (nur in Wiesbaden, untergruppiert bei DeFaKa) für Kaufhäuser (kein Vollsortiment) weiterverwendet und für die Vollsortiments-Warenhäuser wurde neben der Marke Horten auch MERKUR (22 Filialen bundesweit) verwendet. Mit dem Neu- oder Umbau der Filialen wurden die DeFaKa-Häuser in Horten umbenannt, so dass die Marke in den 1970er Jahren verschwand. 1965 erzielten die DeFaKa-Häuser ein Viertel des Gesamtumsatzes aller Horten-Betriebe.

## Filialen (Auswahl)
- Augsburg
- Berlin, Königstraße, ehemaliges Kaufhaus Nathan Israel, 1939 ("Arisierung") bis zur Zerstörung 1943
- Berlin, Rankestraße 38 / Ecke Tauentzienstraße 13
- Bremen, Kaiserstraße von 1933 bis 1942 nach 1945 Obernstraße
- Chemnitz, Königstraße 11 / Ecke Brückenstraße
- Dresden, Altmarkt 7
- Düsseldorf, Graf-Adolf-Straße 44, ab Anfang der 1930er Jahre,[3] Abriss in den 1960er Jahren, Neubau als Horten (Eröffnung am 24. März 1966), zuletzt bis Ende 2014: GALERIA Kaufhof, zwischen 1964 und 1966 wurde der erste fertiggestellte Neubauteil an der Oststraße (3.500 m² von späteren 11.000 m²) als DeFaKa betrieben, somit einziger Neubau unter Horten als DeFaKa
- Duisburg, Düsseldorfer Straße (Europapalast), gegenüber der Merkur-Filiale, geschlossen nach Umbau und Wiedereröffnung des Merkur-Hauses als Horten am 30. April 1965. Der Verkauf endete bei DeFaKa im Europapalast am 29. April 1965 um 18.30 Uhr, die Angestellten zogen mit ihren Abteilungen in die beiden neuen Duisburger Horten-Häuser. Horten-Filiale Duisburg, später Kaufhof bzw. Galeria Kaufhof, Ende Juni 2023 geschlossen[4]
- Dortmund, (1929–1964, Abriss und Neubau, dann als Horten 30. September 1965 bis 1993)
- Essen, Kettwiger Straße 1a, 1976 Abriss, anschließend Neubau und Wiedereröffnung Ende 1977 als Horten[5] (später GALERIA Horten, danach GALERIA Kaufhof), 2024 Eröffnung als Königshof geplant.
- Frankfurt am Main, Zeil 99–105 / Holzgraben 4–10a, ehemaliges Warenhaus Wronker der Hermann Wronker A.-G. (Zerstörung 1944)
- Gleiwitz / OS, Wilhelmstraße. Nach dem Zweiten Weltkrieg wurde daraus DT. Ikar.
- Hagen, Frankfurter Straße Ecke Bergischer Ring
- Hamburg, am Großen Burstah
- Hannover, Seilwinderstraße. Bevor Anfang der 1970er Jahre das alte Kaufhaus an der Seilwinderstraße abgerissen und ein neues an gleicher Stelle errichtet wurde, entstand als Ausweichquartier ein Flachdachbau auf dem Gelände des einstigen Gerichtsgefängnisses am Weißekreuzplatz. Das 5000 m² große Provisorium sollte nach Fertigstellung des Neubaus an der Seilwinderstraße abgerissen werden, wurde aber stattdessen 1977 in das Kultur- und Kommunikationszentrum Pavillon umgewandelt.
- Defaka-Kaufhaus in der Holstenbrücke 1-5., KielKiel
- Köln

- Königsberg, Steindamm 147
- Krefeld (ab 1970 Horten-Neubau)
- Mannheim, T1, 1–3
- Münster, Ludgeristraße 93 – 109
- Oberhausen
- Stuttgart

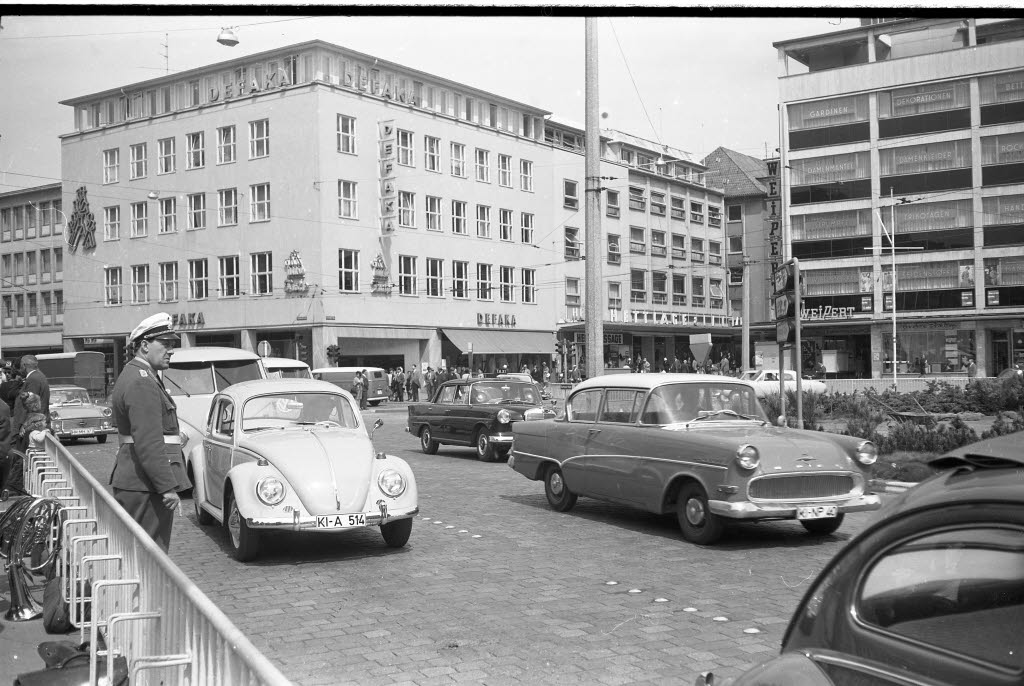
Defaka-Kaufhaus in der Holstenbrücke 1-5., Kiel

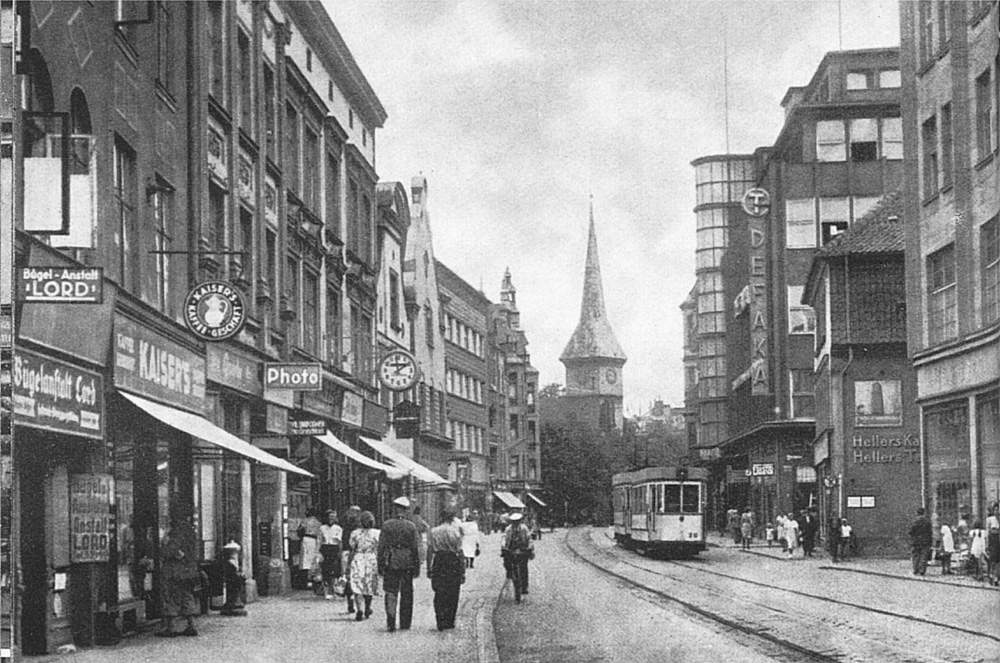
DeFaKa-Filiale am Königsberger Steindamm

- Wiesbaden (gehörte in der Horten-Gruppe zu DeFaKa, wurde bis 1966 jedoch als „KÖSTER“ betrieben), später Horten, danach Kaufhof bzw. Galeria Kaufhof; Ende Juni 2023 geschlossen[4]
- Wuppertal, Herzogstraße, 1963 Umbau zu einem Horten-Warenhaus (DeFaKa bis 14. Oktober 1963)

Zum 11. November 1965 feierte die Helmut Horten GmbH die Eröffnung der 50. Filiale. Zu diesem Zeitpunkt waren 14 DeFaKa Häuser unter ihrem Namen in den folgenden Städten zu finden: Berlin, Bremen, Düsseldorf, Essen, Frankfurt, Hagen, Hamburg, Hannover, Oberhausen, Kiel, Köln, Krefeld, Mannheim (und das zu DeFaKa gehörende Kaufhaus in Wiesbaden, welches jedoch schon abgerissen war – Köster fand sich so lange in einem Provisorium, Flachbau mit Parkplatzdach).
In der ersten Ausgabe der Mitarbeiterzeitung „Der Einblick“ im Jahr 1967 (11. Jahrgang) wurde verkündet: „Überaltete Defaka-Kaufhäuser werden durch Warenhäuser mit Vollsortiment ersetzt; veraltete Merkur-Häuser werden erweitert, umgebaut, modernisiert. Am Ende dieser Umstrukturierungsphase wird unser Unternehmen ausschließlich über Horten-Vollwarenhäuser modernster Prägung verfügen […]“. Das Ende der Zweitmarken DeFaKa und MERKUR war damit öffentlich besiegelt.